# Oporophylla
Oporophylla é um gênero de traça pertencente à família Arctiidae.